# Église catholique à Guernesey
L'Église catholique à Guernesey (en anglais : « Catholic Church in Guernsey »), désigne l'organisme institutionnel et sa communauté locale ayant pour religion le catholicisme à Guernesey.
L'Église catholique à Guernesey est organisée en une unique paroisse ecclésiastique, la paroisse Notre-Dame et les Saints de Guernesey (en anglais : « Parish of Our Lady & the Saints of Guernsey »), qui n'est pas soumise à une juridiction nationale au sein d'une Église nationale mais qui est sous la juridiction du diocèse de Portsmouth, lui-même appartenant à la province de Southwark qui est soumise à la juridiction universelle du Pape, évêque de Rome, au sein de l'« Église universelle ».
Le Saint patron de la paroisse est Samson de Dol.

## Édifices catholiques
L'Église dispose de trois églises et une chapelle à Guernesey : 
- Saint-Joseph et Sainte-Marie (St Joseph & St Mary) à Saint-Pierre-Port ;

- Église Notre-Dame du Rosaire de Saint-Pierre-Port à Saint-Pierre-Port ;

- Notre-Dame Étoile de la Mer (Our Lady Star of the Sea) à Saint-Samson ;
- La Petite Chapelle (Little Chapel) à Saint-André-de-la-Pommeraye.